# Rete metropolitana del Nord Sardegna
La Rete metropolitana del Nord Sardegna  è un'unione di comuni della Sardegna istituita dalla legge regionale n. 2 del 2016 e divenuta pienamente operativa il 1º gennaio 2017. L'area individuata è formata dalle due città medie di Sassari e Alghero a cui si aggiungono altri sei comuni a esse confinanti. Ha una popolazione di 226 401 abitanti e si estende su una superficie di 1103,53 km². È l'unica rete metropolitana individuata nella regione, essendo la sola ad avere due Città medie confinanti, la cui popolazione sia superiore a 150 000 abitanti e nel cui territorio siano presenti infrastrutture portuali e aeroportuali di interesse nazionale.

## Comuni metropolitani
| Numero | Comune       | Superficie (in km²) | Popolazione |
| ------ | ------------ | ------------------- | ----------- |
| 1      | Sassari      | 547,04              | 126 700     |
| 2      | Alghero      | 225,40              | 43 832      |
| 3      | Porto Torres | 104,41              | 22 100      |
| 4      | Sorso        | 67,01               | 14 728      |
| 5      | Sennori      | 31,34               | 7 163       |
| 6      | Castelsardo  | 43,34               | 5 895       |
| 7      | Valledoria   | 25,95               | 4 358       |
| 8      | Stintino     | 59,04               | 1 625       |
| TOTALE | TOTALE       | 1 103,53            | 226 401     |

## Funzioni e finanziamento

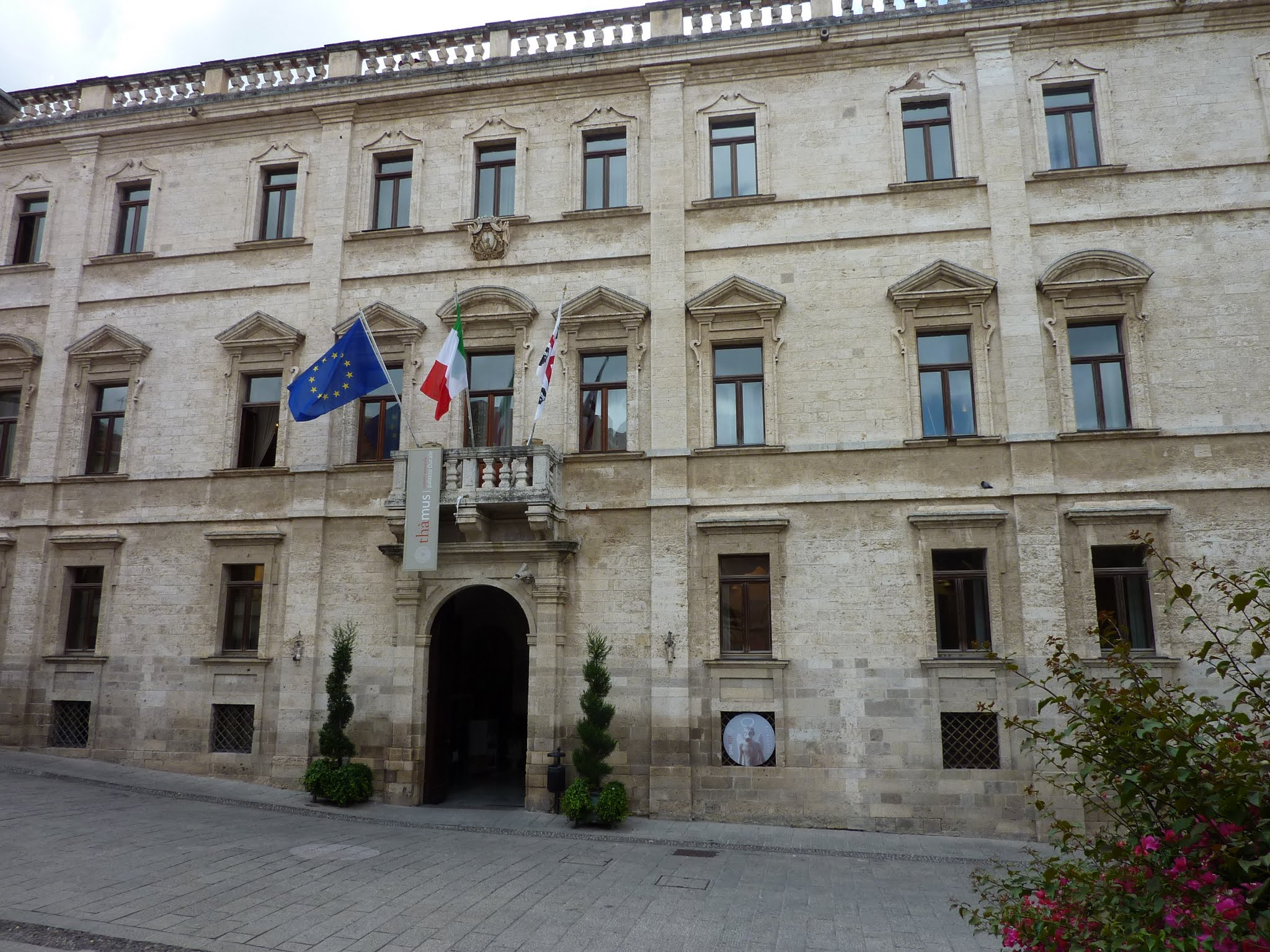
Palazzo Ducale (Sassari) sede del comune e della rete metropolitana

Il Presidente della Rete Metropolitana è il Sindaco della città media col maggior numero di abitanti. L'ente locale ha una serie di funzioni fondamentali che gli sono conferite dai singoli Comuni, da gestire in maniera integrata tra cui:
- l'adozione del Piano strategico intercomunale, la gestione in forma associata dei servizi pubblici e dei sistemi di informatizzazione e digitalizzazione;
- il coordinamento dei Piani della mobilità e viabilità dei Comuni aderenti;
- la promozione e coordinamento dello sviluppo economico e sociale anche assicurando sostegno e supporto alle attività economiche e di ricerca coerenti con la vocazione della Rete metropolitana come delineata nel Piano strategico intercomunale.

L'assolvimento delle funzioni conferite all'ente metropolitano avviene attraverso l'accesso ai fondi europei o nazionali messi a disposizione per le città metropolitane: laddove la rete metropolitana non potesse direttamente accedervi, sarà compito della Regione mettere a disposizione i fondi necessari (legge regionale n°2/2016)

## Infrastrutture e trasporti

### Trasporti pubblici
- Rete di trasporti pubblici urbani e suburbani ATP che serve i comuni di Sassari, Porto Torres, Sorso e Sennori ed è operata tramite autobus;
- Rete di trasporti pubblici urbani e suburbani ARST che serve il comune di Alghero;
- Rete tranviaria gestita dall'ARST nel Comune di Sassari;
- Rete di trasporti automobilistici extraurbani ARST.

### Trasporto ferroviario
- Ferrovia Porto Torres Marittima-Ozieri Chilivani
- Ferrovia Sassari-Alghero
- Ferrovia Sassari-Sorso
- Ferrovia Sassari-Tempio-Palau (Servizio Turistico "Trenino Verde")

### Trasporto aereo
Aeroporto di Alghero-Fertilia

### Trasporto marittimo
Porto di Porto Torres

### Principali vie di comunicazione
- SS 131 Cagliari-Porto Torres
- SS 291var Sassari-Alghero
- SP 42 Porto Torres-Alghero "dei Due Mari"
- SS 729 Sassari-Olbia
- SS 200 dell'Anglona Sassari-Castelsardo

### Annotazioni
1. ↑    Bilancio demografico 2019, su demo.istat.it (archiviato dall'url originale il 9 aprile 2019).

### Fonti
1. ↑  Dati Istat - Bilancio demografico al 31 maggio 2019.
2. ↑  Città metropolitana di Sassari Autonomie, Città metropolitana di Sassari